# Agalmyla brevipes
Agalmyla brevipes är en tvåhjärtbladig växtart som först beskrevs av Charles Baron Clarke, och fick sitt nu gällande namn av Olive Mary Hilliard och Brian Laurence Burtt. Agalmyla brevipes ingår i släktet Agalmyla och familjen Gesneriaceae. Inga underarter finns listade i Catalogue of Life.